# 傑利小子

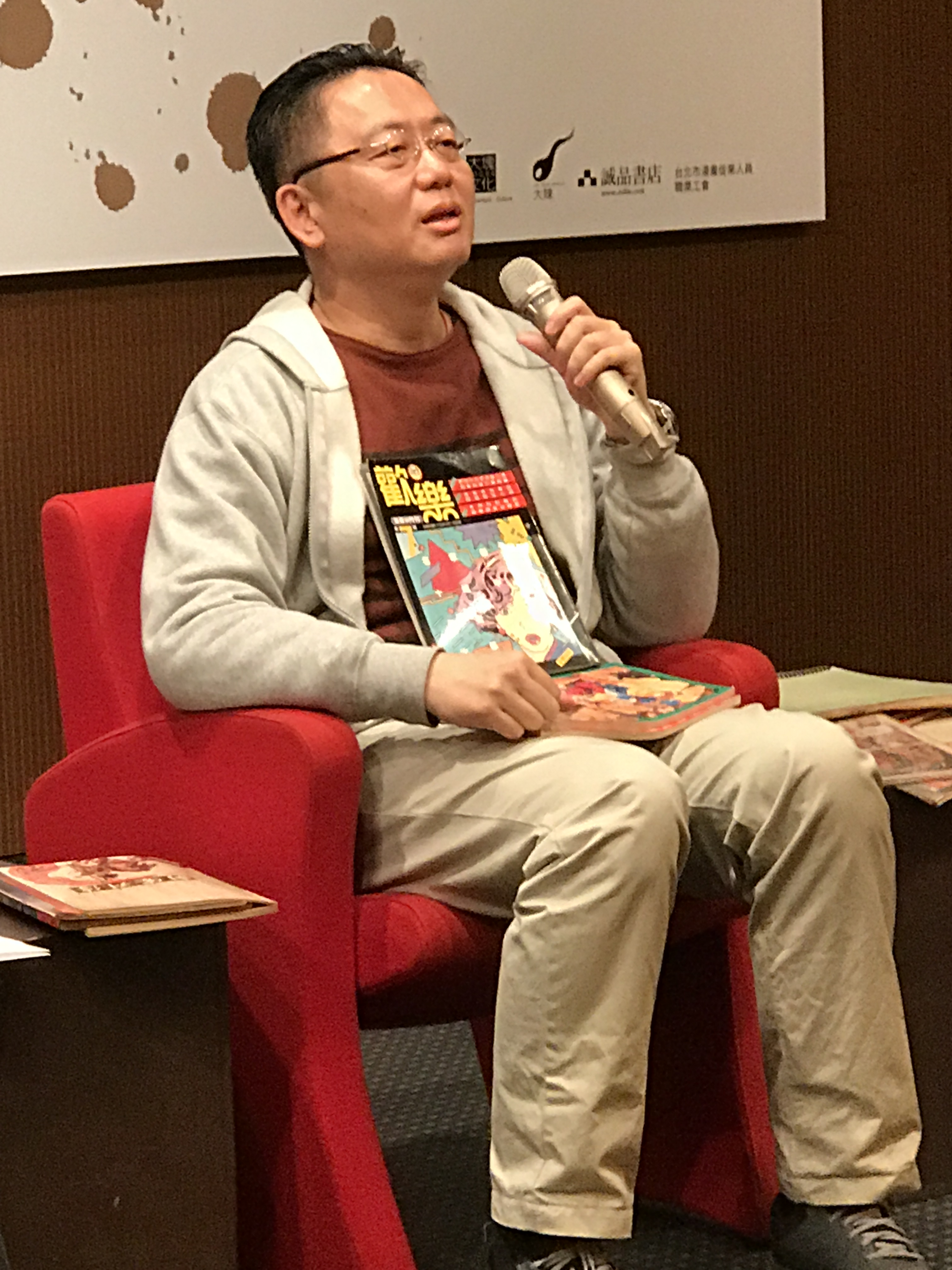
傑利小子

傑利小子（1965年10月30日—），台灣男性漫畫家，本名胡覺隆，出生於台北，曾任《世界地理雜誌》專任插圖，代表作為《變變俱樂部》、《黑白俱樂部》。